# Cybalomia gratiosalis
Cybalomia gratiosalis là một loài bướm đêm trong họ Crambidae.